# Malabo
Malabo (məˈlɑːboʊ) é a capital da Guiné Equatorial. Localizada na costa norte da ilha de Bioco (antiga Fernando Pó) sobre a borda de um vulcão submerso. O porto da cidade está localizado no Golfo da Guiné. A população da cidade é de cerca de 96.000 habitantes (estimativa de 2007). Malabo é também a capital da Região Insular, da província de Bioco Norte e do distrito de Malabo.
É a cidade mais antiga da Guiné Equatorial, com edifícios de arquitetura colonial em coexistência com os edifícios modernos.

## História
Em 1472, na tentativa de encontrar uma nova rota para as Índias, o navegador português Fernão do Pó, descobriu a ilha de Bioco, que durante anos levou o nome do seu descobridor. Em 1507 o português Ramos de Esquivel realizou uma primeira tentativa de colonização na ilha de Fernão do Pó. Estabeleceu uma feitoria em Concepción (Riaba) e desenvolveu as plantações de cana-de-açúcar. Porém, a hostilidade do povo nativo da ilha, da etnia bubi, e as doenças puseram fim rapidamente a esta experiência.
Com os tratados de Santo Ildefonso em 1777 e de El Pardo em 1778, os portugueses assentados em Bioco cederam aos espanhóis uma região de influência de 800 000 km² na África, em troca da Colônia do Sacramento, no Rio da Prata, e a Ilha de Santa Catarina na costa brasileira (ocupadas pelos espanhóis). A região se estendia desde o delta do Níger até a foz do rio Ogoué (no atual Gabão) e compreendia as ilhas de Fernão do Pó e Ano-Bom (Annobón). Com o fracasso das diferentes tentativas de colonização destas terras, a Espanha se desinteressou de suas colônias africanas deixando a porta aberta à colonização por parte de outras potências como a Grã-Bretanha.
Em 1821 o capitão britânico Nelly chegou a ilha de Fernão do Pó. Ele encontrou a ilha abandonada e fundou os assentamentos de Melville Bay (Riaba) e San Carlos (Luba). Alguns anos mais tarde, outro capitão britânico, Fitz William Owen decidiu colonizar a ilha e estabelecer, no norte da mesma (no local da atual capital), uma base para os barcos britânicos que perseguiam os traficantes europeus de escravos. É assim que surge, em 25 de dezembro de 1827, Port Clarence, sobre as ruínas de um assentamento português anterior, os bubis autóctones da ilha a chamaram Ripotó ("Lugar dos estrangeiros"). Algumas pessoas liberadas dos navios esclavagistas e procedentes da costa ocidental africana foram estabelecidas na ilha antes da formação de Serra Leoa como uma colônia de escravos liberados. Os descendentes destas pessoas escravizadas e liberadas ainda permanecem na ilha, são os chamados fernandinos, que constituem um grupo étnico distinto e que falam sua própria língua pidgin, bantú-inglês com elementos de espanhol.

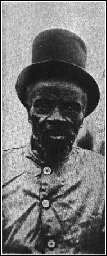
Rei Malabo Lopelo Melaka

Quando a ilha voltou a ficar sob o controle espanhol, a cidade de Port Clarence passou a ser chamada Santa Isabel, em homenagem a Isabel II de Espanha. Após a independência da Guiné Equatorial, em 12 de outubro de 1968, Santa Isabel foi eleita a capital do país em 1969, substituindo a tradicional Bata, situada no continente.
Seu nome atual, Malabo, é de 1973, proveniente da campanha do presidente Macías de substituição dos topônimos de origem europeia com nomes propriamente africanos. Foi escolhido em homenagem a Malabo Lopelo Melaka, último rei bubi, que resistiu a invasão espanhola. Os clãs e localidades bubis tardaram em aceitar a soberania espanhola sobre a ilha, e até 1912, não foi obtida por meio de repressão a pacificação total da ilha.
Durante o chamado "reinado do terror", o ditador Francisco Macías Nguema liderou quase um genocídio da minoria bubi do país, que formavam a maioria na ilha de Bioco, e trouxe muitos habitantes de suas próprias tribos, os Fangs, para Malabo. Nos últimos anos de seu governo, quando a Guiné Equatorial era por vezes conhecida como a "Auschwitz da África", grande parte da população da cidade fugiu como, aliás, fez cerca de um terço da população do país. Malabo ainda tenta se recuperar das cicatrizes desse período, apesar de que o sucessor a chefe de estado, Teodoro Obiang Nguema Mbasogo, do Partido Democrático da Guiné Equatorial, ditador desde 1979 mediante um golpe que depôs Macías, não fez melhorias de qualquer natureza.
Em Punta Fernanda, um longo cabo que adentra no mar, se encontra a vergonhosa e famosa prisão de Black Beach também conhecida como prisão de Blay Beach onde foram encarcerados e torturados em numerosas ocasiões líderes políticos proeminentes como Rafael Upiñalo (resistência civil docente), Martín Puye do Movimento para a Autodeterminação da Ilha de Bioco (MAIB) ou Plácido Micó Abogo do social-democrata CPDS.
Em 2011 foi anunciada pelo governo o planejamento de uma nova capital no país, com nome de Cidade da Paz - Djibloho.

## Geografia
Malabo está localizado ao norte da ilha de Bioco, nas coordenadas 3° 45' 7.43" Norte e 8° 46' 25.32" Leste. O sul de Malabo é limitado pelo Rio Consul. Do outro lado do rio, a sudoeste, encontra-se o hospital. A oeste encontra-se o aeroporto, recentemente renovado. A região costeira do norte da cidade é atravessada por baías e cabos. O maior cabo é a "Ponta da Unidade Africana" (Tip of African Unity), atrás do palácio presidencial, e abrange todo o lado leste da Baía de Malabo. Malabo faz parte de uma ampla baía que constitui a maior parte do litoral norte de Bioco, ela se estende da Ponta Europa, a oeste (local do aeroporto), até as terras áridas do leste.

### Clima
Apesar da sua localização perto do equador, Malabo apresenta um clima tropical úmido e seco. Malabo possui, em média, 1.900 mm de chuva por ano. Malabo tem uma definida, ainda que pequena, estação seca entre dezembro e fevereiro e uma estação úmida muito longa que cobre os nove meses restantes. As temperaturas ao longo do ano são relativamente constantes na cidade, com média em torno de 25 °C.
| Dados climatológicos para Malabo       | Dados climatológicos para Malabo | Dados climatológicos para Malabo | Dados climatológicos para Malabo | Dados climatológicos para Malabo | Dados climatológicos para Malabo | Dados climatológicos para Malabo | Dados climatológicos para Malabo | Dados climatológicos para Malabo | Dados climatológicos para Malabo | Dados climatológicos para Malabo | Dados climatológicos para Malabo | Dados climatológicos para Malabo | Dados climatológicos para Malabo |
| Mês                                    | Jan                              | Fev                              | Mar                              | Abr                              | Mai                              | Jun                              | Jul                              | Ago                              | Set                              | Out                              | Nov                              | Dez                              | Ano                              |
| -------------------------------------- | -------------------------------- | -------------------------------- | -------------------------------- | -------------------------------- | -------------------------------- | -------------------------------- | -------------------------------- | -------------------------------- | -------------------------------- | -------------------------------- | -------------------------------- | -------------------------------- | -------------------------------- |
| Temperatura máxima recorde (°C)        | 32                               | 33                               | 32                               | 32                               | 32                               | 31                               | 29                               | 30                               | 31                               | 31                               | 31                               | 31                               | 33                               |
| Temperatura máxima média (°C)          | 31                               | 32                               | 31                               | 32                               | 31                               | 29                               | 29                               | 29                               | 30                               | 30                               | 30                               | 31                               | 30                               |
| Temperatura mínima média (°C)          | 19                               | 21                               | 21                               | 21                               | 22                               | 21                               | 21                               | 21                               | 21                               | 21                               | 22                               | 21                               | 21                               |
| Temperatura mínima recorde (°C)        | 18                               | 19                               | 19                               | 19                               | 19                               | 18                               | 18                               | 17                               | 18                               | 18                               | 19                               | 17                               | 17                               |
| Precipitação (mm)                      | 5                                | 31                               | 193                              | 163                              | 262                              | 302                              | 160                              | 114                              | 201                              | 231                              | 117                              | 20                               | 1 799                            |
| Fonte: BBC Weather 29 de março de 2010 |                                  |                                  |                                  |                                  |                                  |                                  |                                  |                                  |                                  |                                  |                                  |                                  |                                  |

## Administração
A prefeita atual da cidade é Maria Coloma Edjang Mbengono.
Os serviços municipais especificados em lei e que estão a cargo da prefeitura são: abastecimento de água potável e outras fontes públicas, iluminação pública, pavimentação de vias, cemitérios, limpeza e saneamento, o tratamento sanitário de lixo e resíduos, desinfecção e desinfestação, estojo de emergência (primeiros socorros), inspeções sanitárias e de bebidas, a inspeção sanitária de habitações insalubres, esgoto, bancos públicos, abatedouros, mercados, eliminação de água parada.

### Prefeitos desde 1960[12]
| - Wilwardo Jones Níger - Abilio Balboa Arking - Antonio Ribeiro Ebuera - Julio Bonete Eiye - Vidal Djoni Bekoba - Tomás Alfredo King Tomas | - Rosendo Toichoa - Felipe Beta Tobachi - Antonio Reibeira Ebuera - Elias Manuel Macho Ricacha - Basilio Cañadas Idjabe - Cristina Djombe Djangani | - Vicente Ebong Uwa - Bernardino Edu Oba - Victorino Bolekia Bonay - Gabriel Mba Bela - Maria Coloma Edjang Mbengono |

## Demografia
Malabo possui uma população relativamente jovem. Aproximadamente 45% da população da cidade não supera os 15 anos. Em torno de 4% da população têm mais de 65 anos. A maioria da população ainda vive nas zonas rurais da ilha.

## Economia
Malabo é o centro comercial e financeiro do país.
A economia de Malabo baseia-se na administração e outros serviços, o comércio é uma das atividades mais vigorosas desde  a chegada e exploração pelas companhias americanas dos poços petrolíferos próximos à costa e a presença dos norte-americanos e latinos americanos, bem como nigerianos, camaroneses, espanhóis e outras pessoas procedentes dos países da África Central. As substanciais receitas provenientes do petróleo não têm sido aplicadas, pelo governo de Malabo, na redução da pobreza do país.
A principal indústria da cidade é a do processamento do pescado, enquanto o cacau e o café são os principais itens de exportação.

## Infraestrutura
Malabo sofre carências de água encanada e eletricidade. É uma cidade de contrastes, próprio de um país que se encontra em extrema pobreza por causa de sua classe política cleptobiótica. Cabe destacar a presença de uma enorme favela conhecida como Campo Yaoundé, nas proximidades de bairros desenvolvidos como Pequena Espanha ("Pequeña España "). Outro bairro é Los Ángeles, fundado pela Espanha nos últimos anos de colonização, e um pouco afastado se encontra Ela-Nguema. Outra carência é o serviço de bombeiros operativo, o que deixa a cidade regularmente exposta a incêndios, muitas com consequências fatais.
O palácio e suas terras representam a parte substancial do lado oriental de Malabo, que estão fora dos limites. O coração da cidade é a catedral colonial na Praça da Independência. Muitos prédios da época da colonização ainda se encontram de pé. Existem 300 praças, das quais apenas 50 corresponde ao interesse turístico.
Apesar de ser uma cidade com população pouco inferior a 200.000 habitantes, concentra uma variedade de opções de entretenimento que pode ser encontrada por toda a cidade. Teatros instalados em prédios coloniais e tradicionais, cinema, bares com karaoke, discotecas, pistas de boliche e uma abundância de opções de compras proporcionam lazer para os moradores e principalmente aos turistas que visitam a ilha durante todo o ano. O número de galerias de arte exibindo a arte dos nativos tem subido rapidamente nos últimos anos. A influência da arte espanhola também é notável entre a cultura e a arte local.
Em Malabo, menos de 5% da população detém mais de 90% do PIB, enquanto mais de 80% dos habitantes vivem sem eletricidade e sem água potável.

### Transportes
Apesar de seu status de capital da Guiné Equatorial por várias décadas, o sistema viário de Malabo continua pouco desenvolvido. Malabo possui poucas estradas pavimentadas que conduzem até ela, e menos de uma centena de ruas pavimentadas e desenvolvidas. Muitos dos nomes das ruas refletem um nacionalista africano ou um tema anti-colonial, como as importantes "Avenida Independência" ou "Estrada Patrice Lumumba". As poucas vias principais não designadas por uma africano ou ideal nacionalista são nomeadas por cidades da Guiné Equatorial ou outros locais ou países da África.
Em Malabo, as distâncias são muito reduzidas, sendo possível se deslocar a pé. As outras alternativas são:
- ônibus: que realizam o trajeto do centro de Malabo ao bairro de Ela Nguema e vice-versa;
- táxis: que circulam por toda a cidade e bairros periféricos;
- aluguel de veículos.

#### Porto
Dada a característica insular de parte da nação, uma das principais facilidades de transporte é o porto de Malabo, de onde balsas partem para Douala, em Camarões, e Bata.

#### Aeroporto

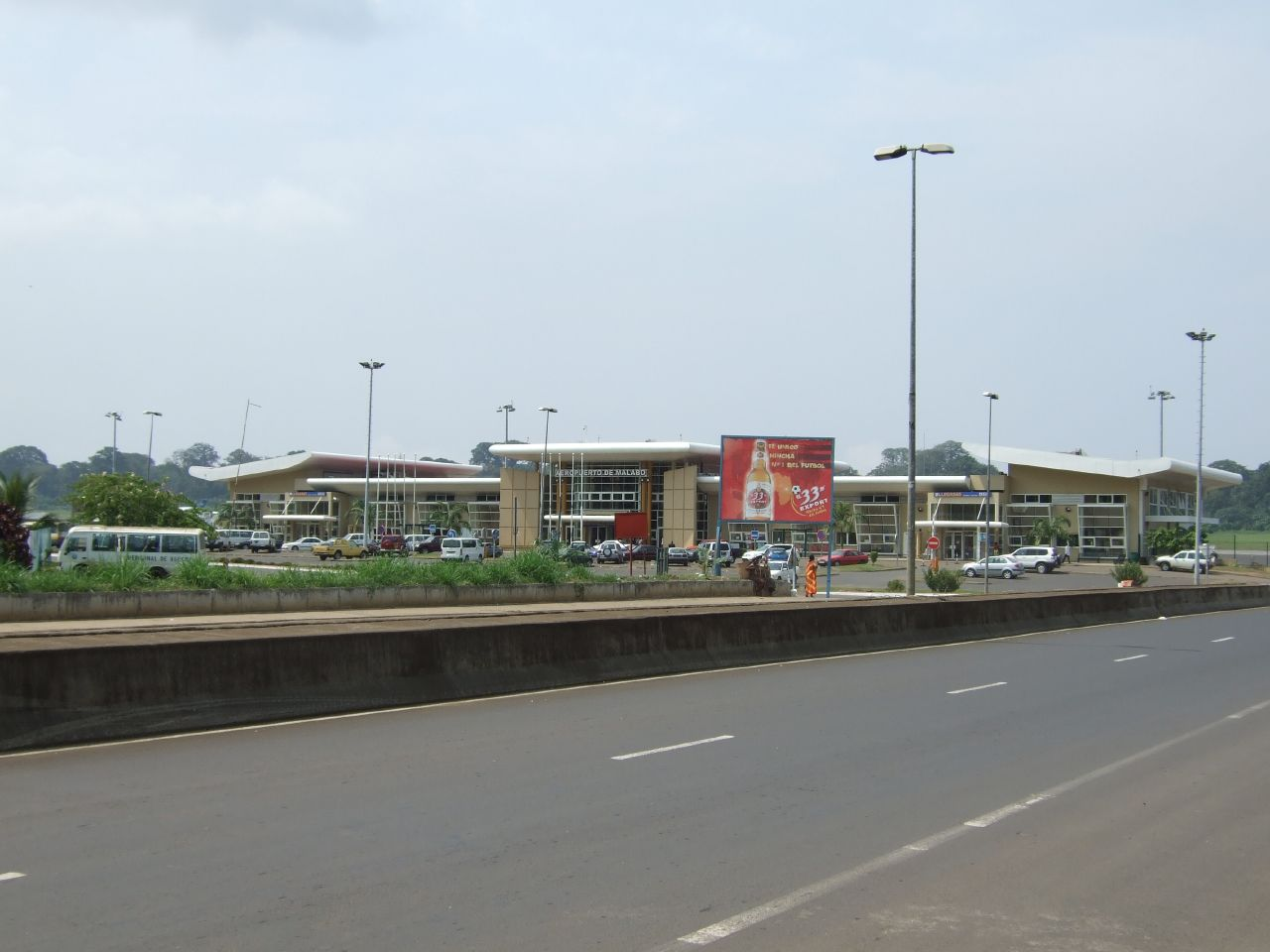
Aeroporto Internacional de Malabo.

Malabo é servida pelo Aeroporto Internacional de Malabo. Várias companhias aéreas nacionais e internacionais operam em Malabo. Localiza-se a cerca de 9 quilômetros a oeste da cidade. É um dos dois únicos aeroportos do país que possui pavimentação - além do Aeroporto de Bata. Até a década de 1990, o  governo era o principal utilizador do aeroporto. Durante a Guerra Civil Nigeriana, o aeroporto foi usado como uma base para voos em Biafra.
O aeroporto já recebe uma quantidade confortável de tráfego de estrangeiros. Os hangares podem atender aeronaves de grande porte, como o McDonnell Douglas DC-10 ou C-130 Hercules. Em 2001, o aeroporto registrou 34.500 passageiros, número que desde então tem aumentado progressivamente.

## Lugares de culto
Entre os lugares de culto, existem principalmente igrejas e templos cristãos :  Arquidiocese de Malabo (Igreja Católica), Igreja Universal do Reino de Deus, Assembleia de Deus. Há também mesquitas muçulmanas.

## Educação
A Universidade Nacional da Guiné Equatorial (UNGE) possui seu campus principal em Malabo, assim como a Colégio Nacional Enrique Nvó Okenve e a Universidade Nacional de Educação à Distância (UNED); esta última é uma instituição de cooperação espanhola.

## Esportes
As equipes de futebol que representam a cidade são o Club Deportivo Elá Nguema, campeão de 2009 e o maior detentor de títulos da primeira divisão da Guiné Equatorial, o Renacimiento FC e o Atlético Malabo. Os principais estádios da cidade são o Nuevo Estadio de Malabo, com capacidade para 15.250 pessoas e o Estadio La Paz para 10.000 pessoas.

## Cultura e sociedade

### Locais de interesse
Construções de destaque em Malabo incluem a Catedral de Malabo, o Prédio do Governo de Malabo e o Prédio do Tribunal de Malabo. O centro conserva todavia alguns belos, porém deteriorados, edifícios coloniais de madeira do século XIX. Merecem destaques as vistas sobre o Monte Camarões, uma vez que as grandes montanha da ilha se encontram geralmente cobertas por nuvens. Na gastronomia, são famosos os restaurantes onde são servidos destacáveis pratos de pescado na brasa.
Algumas construções da época colonial:
- Catedral de Malabo
- Palácio da Presidência
- Casa da Espanha
- Praça da Independência
- Casa Colonial
- Bahia do Porto
- Igreja Ela Enguema

### Relações internacionais

#### Cidades-irmãs
Cidades-irmãs é uma iniciativa do Núcleo das Relações Internacionais, que busca a integração entre cidades nacionais e estrangeiras que possuam relação cultural, econômica e desportiva entre si.
A integração entre as cidades é firmada por meio de convênios de cooperação, que têm o objetivo de assegurar a manutenção da paz entre os povos, baseada na fraternidade, felicidade, amizade e respeito recíproco entre as nações.
| África - Bata, Guiné Equatorial - Lusaca, Zâmbia | América - Celaya, México - Guadalajara, México - Río Caribe, Venezuela |  |